# Wulfsfelder Moor
Das Wulfsfelder Moor ist ein Naturschutzgebiet in der schleswig-holsteinischen Gemeinde Pronstorf im Kreis Segeberg.

## Beschreibung
Das Naturschutzgebiet ist nahezu deckungsgleich mit dem 6 Hektar großen, gleichnamigen FFH-Gebiet. Zuständige untere Naturschutzbehörde ist der Kreis Segeberg.
Das Naturschutzgebiet liegt nordwestlich von Lübeck inmitten von landwirtschaftlichen Nutzflächen. Es stellt ein Eichen-Hainbuchen-Waldgebiet auf moorigem Untergrund unter Schutz.
Der Wald, in dessen Randbereichen Reste einer ehemaligen Niederwaldnutzung erhalten sind, wurde 1987 als Naturwaldzelle ausgewiesen. Seit Mitte 2014 ist es in der Liste der Naturwaldreservate in Schleswig-Holstein nicht mehr enthalten.
Das Gebiet entwässert über einen Graben in einen nahegelegenen Bach, der zum Wardersee fließt.